# Madden NFL
Madden NFL (známá také jen jako Madden) je populární videohra amerického fotbalu, konkrétně ligy National Football League. Madden je jedna z nejprodávanějších sportovních videoher od EA Sports. První hra vyšla v roce 1988 pod názvem John Madden Football. Videohra je pojmenovaná po trenérovi Národní Fotbalové Ligy Johnu Maddenovi. Nejnovější verze Madden je Madden NFL 17, která prozatím[kdy?] je dostupná pouze na Xbox.